# Остроумие и его отношение к бессознательному
«Остроумие и его отношение к бессознательному» (нем. Der Witz und seine Beziehung zum Unbewußten) — работа австрийского психоаналитика Зигмунда Фрейда, опубликованная в 1905 году. В ней Фрейд высказал предположение, что юмор, как и сновидения, может быть связан с человеческим бессознательным. В частности, он подразделял юмор на три категории, которые могли быть переведены как «шуточный», «комический», и «подражательный».

## Теория юмора у Фрейда
Согласно Фрейду, шутка (остроумие) рождается, когда сознание пытается выразить те мысли, которые общество обычно подавляет или запрещает. Супер-Эго позволяет Эго высказывать подобные мысли в юмористической форме. Доброжелательное Супер-Эго порождает лёгкий и успокаивающий тип юмора, в то время как более жёсткое Супер-Эго создаёт резкий и саркастический тип, при этом очень жёсткое Супер-Эго подавляет юмор всецело. Теория юмора Фрейда, как и большинство его идей, была основана на динамическом конфликте между бессознательным («Оно»), а также «Эго» и «Супер-Эго», где руководящее Супер-Эго препятствует Эго в поиске удовольствия для Оно.
Кроме того, Фрейд полагал, что психическая энергия хранится и накапливается, а затем выходит наружу неким «обходным путём», чтобы «избежать взрыва». Таким образом, остроумие по Фрейду является примером психической сублимации.
В эссе 1927 года Фрейд резюмирует исследования по вопросу остроумия следующим образом:
„В своем сочинении «Остроумие и его отношение к бессознательному» (1905) я рассматривал юмор, собственно говоря, только с психоэкономической точки зрения. Мне было важно найти источники удовольствия от юмора, и, на мой взгляд, я показал, что привлекательность юмора вытекает из сокращения затрат на эмоции...“.
Таким образом, Фрейд рассматривал остроумие как технику бессознательного для предотвращения конфликтов и получения удовольствия (»психоэкономическая точка зрения«). По его словам, усиление чувства удовольствия основано на кратковременном ослаблении вытеснения. Благодаря солидарности с единомышленниками шутка работает против авторитетов, против здравого смысла или даже против инакомыслящих. Обоснованность аргументов Фрейда во многом зависит от модели психики.

## Структура эссе

### Введение
Во введении Фрейд рассматривает подходы, которые уже существуют в рамках психологического или философского анализа юмора, в частности, работы Жана Поля и Теодора Липпса. Эти подходы однако имеют мало общего, считает Фрейд, так что он хотел бы видеть их объединенными в «органическое целое». При этом он будет ссылаться на те же примеры, с которыми работали и его предшественники.

### Аналитическая часть: техника и тенденция остроумия
В этой главе Фрейд исследует технику и тенденции остроумия, отказываясь от психоаналитической концептуальности и «представляя свой текст как процесс познания, в который он вовлекает читающих».
Центральными техническими аспектами являются сжатие (например, при объединении слов «familiär» и «Millionär» в «famillionär»), использование идентичного (словесного) материала и двоякий смысл в каламбурах. Остроумие, по словам Фрейда, заключается в отклонении от нормального мышления, смещении и противоречии. Эти методы соответствуют механизмам работы сновидения, описанным Фрейдом: психика также вносит изменения во сне, например, представляя желание своей противоположностью.
В другом разделе Фрейд исследует, на что направлено остроумие. Он выделяет в качестве основных тенденций похоть и агрессию. Роль остроумия в отношении этих намерений Фрейд описывает следующим образом:
«Она содействует удовлетворению влечения (похотливого или враждебного) вопреки стоящему на его пути препятствию, она обходит это препятствие и, таким образом, черпает удовольствие из ставшего недоступным в силу этого препятствия источника».
Конкретным препятствием может быть сложность реализации сексуальных или агрессивных побуждений. Остроумие на короткое время снимает это торможение и поэтому кажется забавным. 

### Синтетическая часть
Здесь Фрейд исследует механизм удовольствия и психогенез остроумия, а также мотивы остроумия и остроумие как социальный процесс. Фрейд поясняет, что человек получает удовольствие от того факта, что больше нет необходимости поддерживать торможение. Отсюда Фрейд выводит объяснение того, почему рассказывающий шутку не может сам смеяться над ней: он должен тратить на шутку психическую энергию, полученную за счет устранения торможения. 

### Теоретическая часть
В заключительной главе Фрейд раскрывает взаимосвязь остроумия со сновидением и бессознательным. Фрейд исходит из следующего предположения:
«Предсознательная мысль на какой-то момент подвергается бессознательной обработке, а ее результат тотчас постигается сознательным восприятием».
Человек может вернуться к психологическому состоянию ребенка, в котором ограничения реальности были меньше. Доказательством этого для Фрейда является тот факт, что дети не умеют шутить.

В заключение Фрейд анализирует комедию и юмор в целом. Он производит краткое изложение своего исследования:
«Приведя механизм юмористического удовольствия к той же формуле, что и комическое удовольствие и остроту, мы заканчиваем нашу работу. Удовольствие от остроты вытекает для нас из экономии затраты энергии на упразднение задержки, удовольствие от комизма — из экономии затраты энергии на работу представления, а удовольствие от юмора — из экономии аффективной затраты энергии. Во всех трех видах работы нашей душевной деятельности удовольствие вытекает из экономии. Все три вида аналогичны в том, что представляют собой методы получения удовольствия из душевной деятельности, причем удовольствия, которое, собственно, было потеряно лишь из-за развития этой деятельности. Ибо эйфория, которую мы стремимся вызвать этими путями, является ничем иным, как настроением духа в тот жизненный период, когда мы вообще справлялись с нашей психической работой с помощью незначительной затраты энергии, — настроением духа в нашем детстве, когда мы не знали комизма, не были способны создавать остроты, не нуждались в юморе, чтобы чувствовать себя счастливыми в жизни».

## Аргументация
Схема книги не соответствует аргументированной логике, изложенной Карлом Питкером. Фрейд рассматривает остроумие в следующих аспектах:
- экономический, т.е. связанный с распределением психической энергии: шутка - это высвобождение или «смех» затраченной психической энергии (например, на торможение, представление).
- топический, т.е. связанный с расположением процессов в психическом аппарате – они происходят сознательно, бессознательно или предсознательно: источник шутки находится в бессознательном (отсюда и название), где используются методы сжатия, смещения и соединения противоположного.
- динамический, то есть связанным с вопросом о том, какие психические силы действуют друг против друга: в шутке это требования внешней реальности, которые вызывают, например, запреты, а также побуждающие к удовольствию желания в сексуальном или агрессивном плане.
- генетический, то есть как шутка приобрела свое значение в развитии человека: юмор представляет для Фрейда возвращение в детство, когда можно было испытать удовольствие, которое предотвращается психическими методами.
- коммуникативный или социальный, то есть, в каких ситуациях используется шутка: шутки могут использоваться как средство завоевания симпатии, но также и как средство власти.
- эстетика восприятия, то есть связанный с вопросом о том, что происходит с тем, кто шутит, и слушателями: смех аудитории убеждает рассказывающего, что, воспроизводя шутку, он не выпадает из сообщества, но переживает другие аналогичные процессы.

## Теория и эксперимент
В эссе 1971 года Джордж У. Келлинг извлек из работы Фрейда четыре тезиса, которые он проверил эмпирически. В ходе эксперимента он попросил участников оценить мультфильмы.
Если мультфильмы содержат сексуализированный, агрессивный или болезненный контент, они будут восприниматься как более забавные.
Если в мультфильмах главными действующими лицами являются дети, животные или люди, изображенные в примитивном виде, они воспринимаются более забавными, чем мультфильмы с участием взрослых, приближенных к норме.
Чем короче текстовые фрагменты мультфильмов, тем смешнее они воспринимаются.
Чем больше различий в оценке мультфильма, тем менее смешным он кажется.
За исключением четвертой гипотезы, данные подтверждают обоснованность этих утверждений. Таким образом, представляется возможным вывести из теории Фрейда гипотезы, которые могут быть доказаны. Тем не менее это не подтверждает теорию Фрейда, а предположения, касающиеся психического аппарата, не могут быть подтверждены эмпирически.